# Moscow (Maine)
Moscow és una població dels Estats Units a l'estat de Maine (EUA). Segons el cens del 2000 tenia 577 habitants.

## Demografia
Segons el cens del 2000, Moscow tenia 577 habitants, 222 habitatges, i 156 famílies. La densitat de població era de 4,9 habitants/km².
Dels 222 habitatges en un 37,4% hi vivien nens de menys de 18 anys, en un 53,2% hi vivien parelles casades, en un 11,3% dones solteres, i en un 29,3% no eren unitats familiars. En el 23,4% dels habitatges hi vivien persones soles el 9,9% de les quals corresponia a persones de 65 anys o més que vivien soles. El nombre mitjà de persones vivint en cada habitatge era de 2,6 i el nombre mitjà de persones que vivien en cada família era de 3,08.
Per edats la població es repartia de la següent manera: un 28,6% tenia menys de 18 anys, un 7,3% entre 18 i 24, un 31,4% entre 25 i 44, un 22,5% de 45 a 60 i un 10,2% 65 anys o més.
L'edat mediana era de 35 anys. Per cada 100 dones de 18 o més anys hi havia 116,8 homes.
La renda mediana per habitatge era de 26.467 $ i la renda mediana per família de 32.500 $. Els homes tenien una renda mediana de 28.750 $ mentre que les dones 13.393 $. La renda per capita de la població era de 13.099 $. Entorn del 13,9% de les famílies i el 12,4% de la població estaven per davall del llindar de pobresa.